# Ngô Khởi, Diên An
Ngô Khởi (tiếng Trung: 吳起縣), Hán Việt: Ngô Khởi huyện) là một huyện thuộc địa cấp thị Diên An (延安市), tỉnh Thiểm Tây, Cộng hòa Nhân dân Trung Hoa. Huyện này có diện tích 3776 km2, dân số năm 2002 là 120.000 người. Các đơn vị hành chính thuộc huyện Ngô Khởi gồm có 4 trấn (Ngô Kỳ, Lạc Nguyên, Ngô Thương, Bạch Miêu), 8 hương. Thời Chiến Quốc, Ngô Khởi trấn biên ở đây.